# Pepu Hernández
José Vicente Hernández Fernández (Madrid, 11 de Fevereiro de 1958) é um treinador de basquetebol profissional espanhol. Esteve à frente da Seleção Espanhola de Basquetebol, campeão do Campeonato Mundial de Basquete de 2006.